# Iglesia de la Unificación

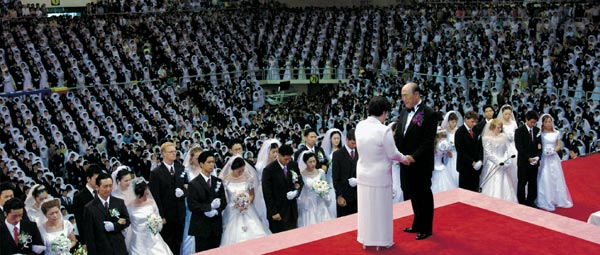
Ceremonia de bendición

La Asociación del Espíritu Santo para la Unificación del Cristianismo Mundial es un movimiento religioso fundado en Corea del Sur en 1954 por Sun Myung Moon. Comúnmente conocida como la Iglesia de la Unificación  desde sus inicios se ha expandido a la mayoría de las naciones del mundo. No se ha podido precisar su número de miembros, pero se ha calculado que forman parte de la misma miles de personas en el mundo.
La Iglesia de la Unificación ha creado fundaciones para combatir el hambre y la pobreza en países con grandes dificultades sociales y económicas en diversos del continente africano, así mismo ha creado alianzas con distintas organizaciones religiosas con la finalidad de lograr el establecimiento de un mundo de paz.
Las creencias de la Iglesia de la Unificación se basan en la Biblia y se explican en el texto El Principio Divino. La ceremonia de bendición de la Iglesia de la Unificación, una boda o renovación de votos matrimoniales, es una tradición de la iglesia que tiene la finalidad de eliminar las barreras raciales a las que la humanidad se enfrente, llegando a la conclusión que el núcleo familiar es la institución más importante. La Iglesia de la Unificación ha participado en actividades interreligiosas con otras religiones, incluyendo el cristianismo tradicional y el islam. También ha participado en la creación de muchas organizaciones, incluyendo empresas y medios de comunicación, y patrocinado proyectos en materia de la educación, las artes y el activismo político y social.[cita requerida]
Cuenta con una gran megaiglesia en Seúl (Corea) y otra en Isla de Paz (Liberia), que es el sitio de la Academia Nueva Esperanza. La iglesia fue dirigida por Sun Myung Moon hasta su muerte el 3 de septiembre de 2012, momento en el cual se informó de que su esposa Hak Ja Han y sus hijos Hyung Jin Moon y Kook Jin Moon asumirían el liderazgo de la iglesia y de su emporio económico internacional.

## Historia

### Orígenes en Corea
Los miembros de la Iglesia de la Unificación creen que Jesús se apareció a Moon Yong-Myong (su nombre de nacimiento) cuando Moon tenía 16 años y le pidió que terminara el trabajo que dejó inconcluso. Después de un tiempo de oración y reflexión, Moon aceptó la misión y más tarde cambió su nombre a Son-Moon Myong (Sun Myung Moon).
Las enseñanzas oficiales de la Iglesia, el Principio Divino, fueron escritas por primera vez como Wolli Wonbon en 1946. La segunda versión, ampliada, Wolli Hesol o Explicación del Principio Divino, no se publicó hasta 1957. Sun Myung Moon predicó en el norte de Corea después del final de la Segunda Guerra Mundial y en 1946 fue encarcelado por el régimen comunista de Corea del Norte. Fue liberado de la cárcel, junto con otros muchos norcoreanos, por el avance de las fuerzas estadounidenses y de las Naciones Unidas durante la guerra de Corea. Construyó su primera iglesia de barro y cajas de cartón como refugiado en Busan.
Moon fundó oficialmente la iglesia en Seúl, el 1 de mayo de 1954, denominándola «Asociación del Espíritu Santo para la Unificación del Cristianismo Mundial». El nombre alude a la intención de Moon de que su organización llegase a ser una fuerza unificadora para todas las denominaciones cristianas. La frase «Asociación del Espíritu Santo» tiene el sentido del original en coreano, «espíritus celestiales» y no el «Espíritu Santo» del cristianismo. El término «unificación» tiene connotaciones políticas y religiosas, que de acuerdo con la enseñanza de la Iglesia la restauración debe ser completa, tanto espiritual como física. La iglesia se expandió rápidamente en Corea del Sur y hacia el final de 1955 había 30 centros de la iglesia en todo el país.

### Expansión internacional
En países para difundir la Iglesia de la unificación en todo el mundo y también en parte, dijo, para actuar como "pararrayos" para recibir "persecución". La actividad misionera de Iglesia de la Unificación en América del Sur se inició en la década de 1970. Más tarde, la iglesia hizo grandes inversiones en organizaciones cívicas y proyectos empresariales, incluyendo un periódico internacional.
En 1970, Moon dio una serie de discursos públicos en los Estados Unidos, incluyendo uno en el Madison Square Garden en Nueva York en 1974 y dos en 1976: en el Yankee Stadium en Nueva York y en los terrenos del Monumento a Washington en Washington D. C., donde Moon habló sobre «la esperanza de Dios para los Estados Unidos» frente a 300 000 personas. En 1975, la Iglesia de Unificación celebró una de las más grandes reuniones pacíficas de la historia, con 1,2 millones de personas en Yeouido, Corea del Sur.
En 1976, la Iglesia de la Unificación estableció su sede en Nueva York, en el Hotel New Yorker, un edificio art déco de 40 pisos construido en 1930.
La expansión de la membresía llevó a acusaciones de lavado de cerebro, que luego fueron rechazadas. En 1977, la Iglesia de Unificación ganó la demanda en EE. UU. contra desprogramadores. En 1980, las prácticas de proselitismo cambiaron y disminuyó su membresía.  La iglesia recibió un conjunto de ataques que, según la socióloga y fundadora de INFORM (Enfoque Red de Información sobre Movimientos Religiosos) Eileen Barker, «habían comenzado como reuniones de familiares preocupados, pero se convirtieron en poderosos grupos de presión que acumularon todas las historias inquietantes acerca de cualquier movimiento, y luego generalizaron estas en un sentido común» acerca de las actividades de la Iglesia de la Unificación, olvidando que todas estas actividades se pueden encontrar en las religiones tradicionales.

## Controversias

### United States v. Sun Myung Moon
En 1982, Sun Myung Moon fue encarcelado en los Estados Unidos después de ser declarado culpable por un jurado de presentar deliberadamente declaraciones de impuestos federales falsas y conspiración. Cumplió trece meses de la sentencia en la Institución Correccional Federal, Danbury en Danbury, Connecticut. (Véase: United States v. Sun Myung Moon) Los miembros de la asociación lanzaron una campaña de relaciones públicas donde enviaron por correo folletos, cartas y videos a aproximadamente 300 000 líderes cristianos en los Estados Unidos y muchos de ellos firmaron peticiones en protesta por el caso. Entre los líderes cristianos estadounidenses que hablaron en defensa de Moon se encontraban el conservador Jerry Falwell, jefe de la Mayoría Moral, y el liberal Joseph Lowery, jefe de la Conferencia de Liderazgo Cristiano del Sur. Asimismo, las Iglesias Bautistas Americanas, El Consejo Nacional de Iglesias y el Caucus Nacional del Clero Católico Negro presentaron informes en apoyo de Moon.

### Incursión en Guatemala y El Salvador
En los años noventa, esta secta estuvo en Guatemala hasta que en 1997 fueron expulsados del país. Reclutaban jóvenes en la universidad San Carlos de Guatemala (USAC). En esta década, varios jóvenes se casaron en bodas masivas realizadas en otros países 

### Comercio de armas
El fundador de la iglesia, Sun Myung Moon, fue un próspero comerciante de armas, a través de su empresa Kahr Arms.

### Conflictos de interés
El sociólogo Irving Louis Horowitz ha señalado la relación entre la iglesia y académicos a quienes ha patrocinado para realizar investigaciones en su nombre como un ejemplo de la búsqueda de legitimidad de los nuevos movimientos religiosos, una práctica que considera perjudicial en el estudio académico de la religión.

### Investigación en Japón
El Gobierno de Japón inició en noviembre de 2022 una investigación sobre la gestión de la Iglesia tras el asesinato del ex primer ministro Shinzo Abe ante las numerosas quejas recibidas por parte de sus seguidores. El objetivo era discernir si la Iglesia de la Unificación había incurrido en violaciones de la ley de organizaciones religiosas a la hora de ganar adeptos y gestionar las donaciones recibidas. El Ministerio de Educación, liderado por Keiko Nagaoka, puso en duda el estatus financiero de la organización en una serie de medidas que apuntan a la posibilidad de que las autoridades retiren a la iglesia el estatus de corporación religiosa, que otorga beneficios fiscales. Se trató de la primera vez que el Ministerio de Educación abre una investigación contra un grupo religioso desde que se estableció la posibilidad de llevar a cabo este tipo de pesquisas. No obstante, tras el asesinato de Abe, se desvelaron públicamente los lazos que influyentes miembros de la política japonesa y del gobernante Partido Liberal Democrático mantenían con la Iglesia de la Unificación, lo que generó amplio malestar público.